# Cyriel

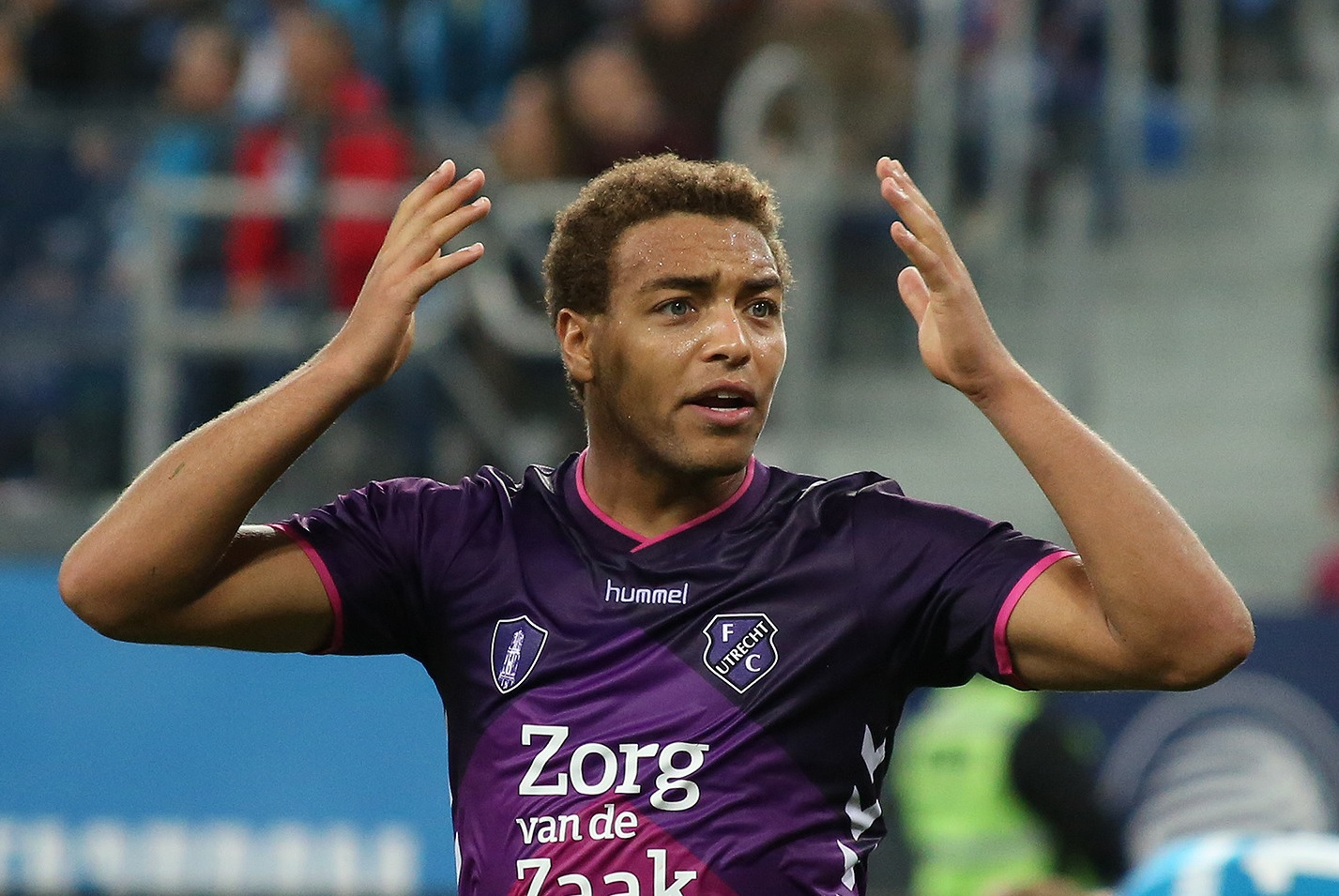
De Belgische voetballer Cyriel Dessers, 2017.

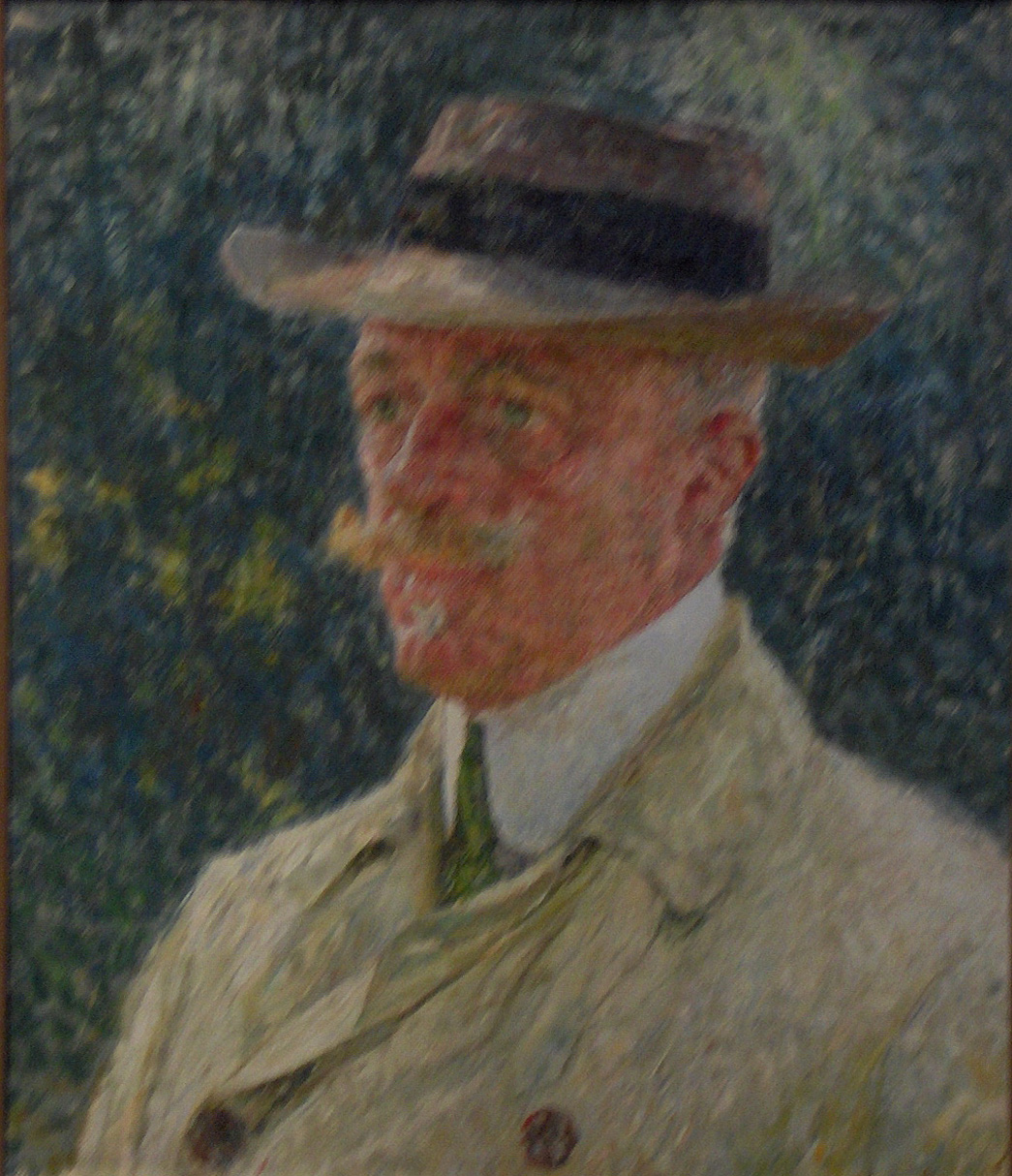
De Belgische schrijver Cyriel Buysse (1859-1932) geschilderd door Emile Claus, 1924.

Cyriel is een Nederlandse jongens- en meisjesnaam en is afgeleid van de Griekse naam Κύριλλος (Kýrillos, Cyrillus) "vorstelijk, meesterlijk", die weer afkomt van het Griekse κυριος (kýrios, "heer", de joodse en christelijke God, en Jezus). Cyrillus is de naam van verschillende vroegchristelijke bisschoppen en heiligen, zoals Cyrillus van Jeruzalem (315-386), Cyrillus van Alexandrië (375/380-444) en Cyrillus van Saloniki (827-869), van Cyrillus en Methodius. Deze vonden het glagolitisch alfabet uit, de voorloper van het huidige cyrillisch schrift. 
In 2014 kwam Cyriel in Nederland 557 keer voor als eerste naam maar ook wel als volgnaam, en dan vooral voor jongens en mannen (515 keer). De naam is populairder in Suriname en België dan in Nederland en werd in Nederland vooral tussen 1967 en 2010 gegeven. Concentraties van naamdragers komen in Nederland voor in Amsterdam, Breda en vooral Sittard-Geleen, Maastricht en Heerlen. Varianten zijn Cyrillus, Cyril, Cyrille, Cyriël, Ciell (tenminste als meisjesnaam), Kiril en Kyrill. Ciel (een meisjesnaam, maar ook een paar keer een jongensnaam in 2014), Cièl en Ciël worden gezien als verkortingen van Caecilia (Cecilia) of mannelijk Cecilius.

## Bekende naamdragers

### Cyriel, Cyril, Cyrille
- Cyriel Buysse (1859-1932), Vlaams schrijver
- Cyriel Paul Coupé (1918-1998), Vlaams schrijver en dichter, bekend onder de schuilnaam Anton van Wilderode
- Cyrill Daal (1936-1982), Surinaams vakbondsbestuurder
- Cyriel Delannoit (1926 - 1998), Vlaams bokser, bekend als Tarzan
- Cyriel Dessers (1994), Belgisch voetballer
- Cyriel Durein (1885-1951), Belgisch politicus
- Cyrille Fijnaut (1946), Nederlands criminoloog en hoogleraar rechtsvergelijking
- Cyriel Havermans (ook Cyril, 1948), Nederlands muzikant
- Cyril Norman Hinshelwood (1897-1967) , Brits fysisch-chemicus
- Cyriel Moeyaert (1920), Vlaams priester-leraar en schrijver
- Cyriel Nys, een van de oprichters van het Leffe merk bier in 1952
- Cyril Ramaphosa (1952), Zuid-Afrikaans politicus en sinds 15 februari 2018 president van Zuid-Afrika
- Cyriel Ryckaert (1898-1980), Vlaams politicus
- Cyriel Van Gent (1932-1997), schuilnaam van Cyriel Verbrugghen, Vlaams acteur
- Cyrille Van Hauwaert (Cyriel, 1883-1874), Belgisch wielrenner
- Cyriel Van Hulle
  - Cyriel Van Hulle (Vladslo), Belgisch burgemeester van Vladslo
  - Cyriel Van Hulle (Woesten) (1912-1980), Belgisch burgemeester van Woesten
- Cyriel Van Thillo, lid van de Belgische ondernemersfamilie Van Thillo
- Cyriel Verschaeve (1874-1949), Vlaams priester en letterkundige

### Kiril, Kirill
- Kiril van Bulgarije (1901-1971), Bulgaars geestelijke en patriarch van de Bulgaars-Orthodoxe Kerk
- Kirill Kondrasjin (1914-1981),  Russische dirigent
- Kirill Vladimirovitsj van Rusland (1876-1938), grootvorst van Rusland

### Ciel(ke), Cieltje
- Ciel Heintz (1949), Nederlands publiciste en schrijfster
- Cielke Sijben (1984), Nederlands radio-dj en copresentator
- Cieltje Van Achter (1979), Belgisch juriste en politicus